# Abraham Jacob van der Aa
Abraham Jacob van der Aa (Amsterdam, 7 dicembre 1792 – Gorinchem, 21 marzo 1857) è stato uno scrittore, biografo e geografo olandese, noto soprattutto per essere l'autore del Breve dizionario geografico dei Paesi Bassi (Beknopt Aardrijkskundig Woordenboek der Nederlanden) e del Dizionario biografico dei Paesi Bassi (Biographisch Woordenboek der Nederlanden).

## Biografia
Figlio di Pierre Jean Baptiste Charles van der Aa (1770-1812) e Francinca Adriana Bartha van Peene e fratello dello scrittore e giurista Christianus Petrus Eliza Robidé van der Aa (1791-1851), nacque ad Amsterdam ma fu cresciuto a Nieuwer-Amstel (oggi Amstelveen), dove il padre lavorava come segretario comunale. Effettuò gli studi prima ad Amstelveen, poi si trasferì in collegio ad Alphen aan den Rijn, e successivamente alla scuola latina di Utrecht, poi al seminario di Lingen lavorando al tempo stesso come apprendista in una farmacia, ed infine, nel 1810, presso l'Università di Leida, dove intraprese gli studi di medicina.
Nel 1812, con la morte del padre, dovette interrompere gli studi. Essendo il periodo della dominazione napoleonica sui Paesi Bassi, fu chiamato per il servizio militare obbligatorio nella Marine impériale ed imbarcato sulla fregata francese Kenau Hasselaer. Durante il suo primo viaggio fu catturato dai britannici. Dopo due mesi di prigionia in Inghilterra, fu liberato e decise di arruolarsi nelle truppe fedeli al principe d'Orange, costretto anch'egli all'esilio dai francesi proprio in Inghilterra. Nel 1814 partecipò ad una campagna contro Napoleone, e prese parte alla battaglia di Waterloo.
Nel 1817 aprì una libreria a Lovanio; poiché gli affari non andavano bene, due anni più tardi fu costretto a chiuderla ed iniziò a lavorare come insegnante di olandese. A partire dal 1825 fino allo scoppio della rivoluzione belga lavorò come segretario personale di un giudice istruttore militare ad Anversa. A causa della rivolta fuggì a Breda, e vi restò fino al 1839, anno di definitiva separazione del Belgio dai Paesi Bassi.
Van der Aa è stato redattore del Zuid- en Noord-Hollandsche Volksalmanak ed ha prodotto numerosi contributi per il Letterlievend maandschrift, il Vaderlandsche Letteroefeningen, il Vriend des Vaderlands, l'Algemeene Konst- en Letterbode, il Maria en Martha, l'Astrea, il Globe ed il De Navorscher.
Dal 1841 fino alla sua morte avvenuta il 21 marzo 1857, ha vissuto a Gorinchem dove ha scritto e pubblicato la maggior parte della sua imponente opera.

## Lavoro
Le sue opere più famose sono: il Beknopt Aardrijkskundig Woordenboek der Nederlanden (Breve dizionario geografico dei Paesi Bassi), costituito da quattordici volumi, pubblicato tra il 1839 e il 1851 dalla casa editrice Jacobus Noorduyn di Gorinchem. L'altro è il suo Biografisch Woordenboek der Nederlanden (Dizionario biografico dei Paesi Bassi), pubblicato tra il 1852 e il 1878, in 21 volumi, pubblicato da JJ van Brederode di Haarlem. Per la stesura di entrambi van der Aa si avvalse della collaborazione di numerosi storici locali e di altri studiosi.
La sua opera è considerata un riferimento fondamentale per lo studio della storia e della geografia, relativa a luoghi, avvenimenti e personaggi esistiti fino a metà del XIX secolo, soprattutto nei Paesi Bassi, ma anche nel Belgio, nel Lussemburgo, nella Cina e nelle Indie orientali olandesi, l'attuale Indonesia.

## Opere
- Aardrijkskundig Woordenboek van Noord-Brabant (Breda, 1832);
- Herinneringen uit het gebied der geschiedenis betrekkelijk de Nederlanden (Amsterdam 1835);
- Nieuwe herinneringen uit het gebied der geschiedenis, betrekkelijk de Nederland (Amsterdam 1837);
- Geschied- en aardrijkskundige beschrijving van het koningrijk der Nederlanden en het groothertogdom Luxemburg (Gorinchem 1841);
- Nieuw biographisch, anthologisch en critisch woordenboek van Nederlandsche dichters (Amsterdam 1844-1846);
- China en zijne bewoners (Gorinchem 1845)
- Geschiedkundig beschrijving van Breda (Gorinchem 1845);
- Wegwijzer in Amsterdam (Amsterdam 1849);
- Nederlandsch Oost-Indië (Amsterdam e Breda, 1846-1857), 4 volumi; (vol. 1, vol. 2, vol. 3 e vol. 4)
- Beschrijving van den Krimpener en den Loopikerwaard, (Schoonhoven 1847);
- Nederland, handboekje voor reizigers, (Amsterdam 1849);
- Geschiedkundig beschrijving van Gorinchem (Gorinchem 1851);
- Lotgevallen van Willem Heenvliet, vooral ook op Borneo en Bali, (Amsterdam 1851);
- Biografisch Woordenboek der Nederlanden, (Haarlem 1852-1878), 21 volumi;[2]
- Beknopt Aardrijkskundig Woordenboek der Nederlanden, (Gorinchem 1851-1854), 14 volumi;
- Bloemlezing uit Van Effen's Spectator, in Klassiek en Letterkundig Pantheon (1855), 2 volumi;
- Parelen uit de lettervruchten van Nederlanden dichteressen, (Amsterdam 1856);
- Ons Vaderland en zijne bewoners, (Amsterdam 1855-1857).